# Медовый Спас

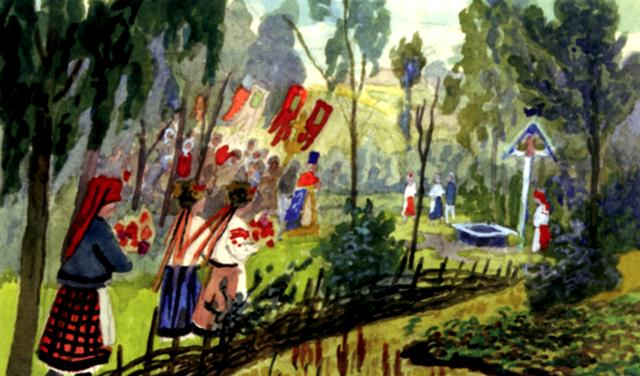
Павлович, Юрий Юрьевич. «Маковей. Крестный ход к колодцу»

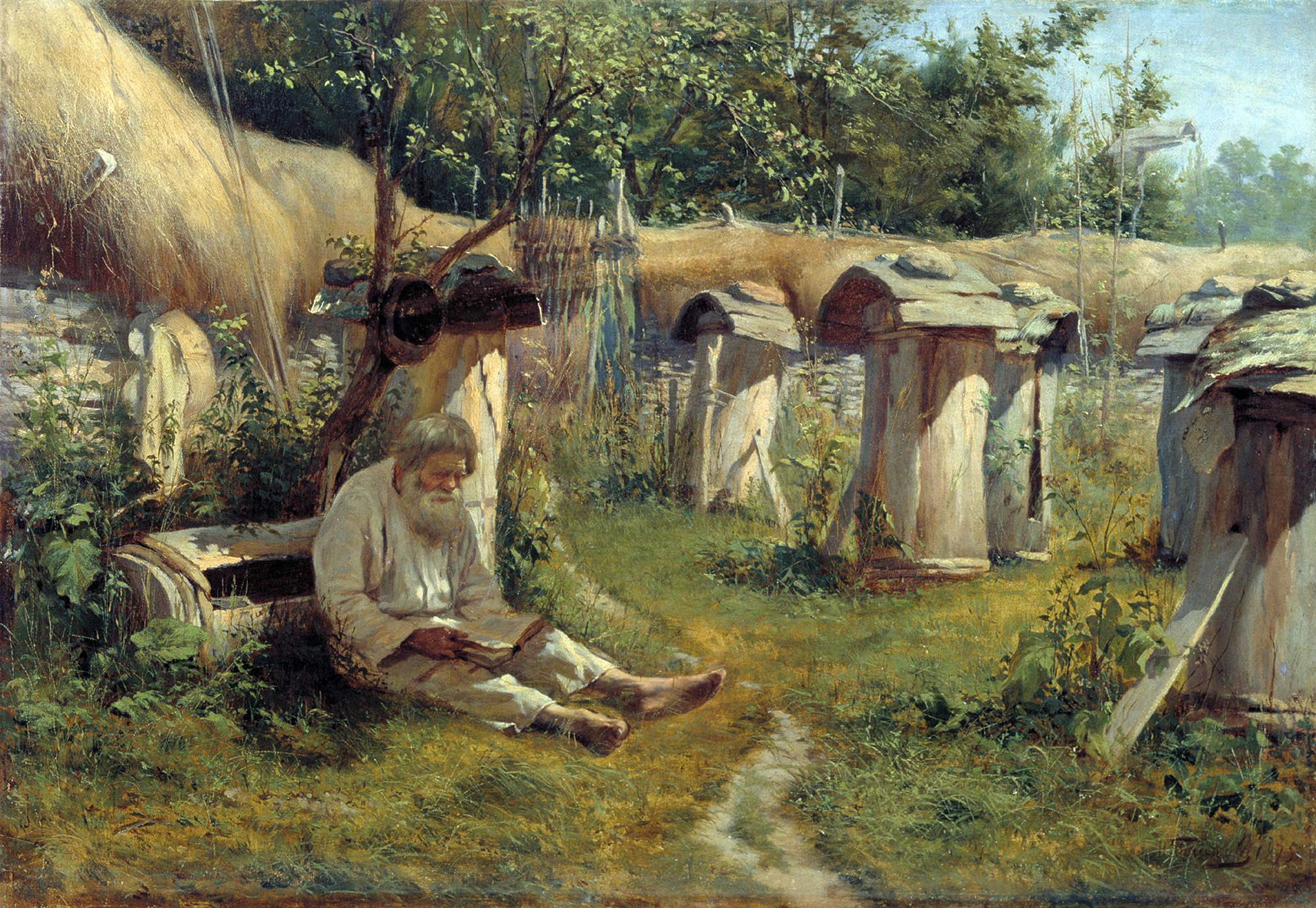
Н. А. Богатов. Пасечник. 1875 г.

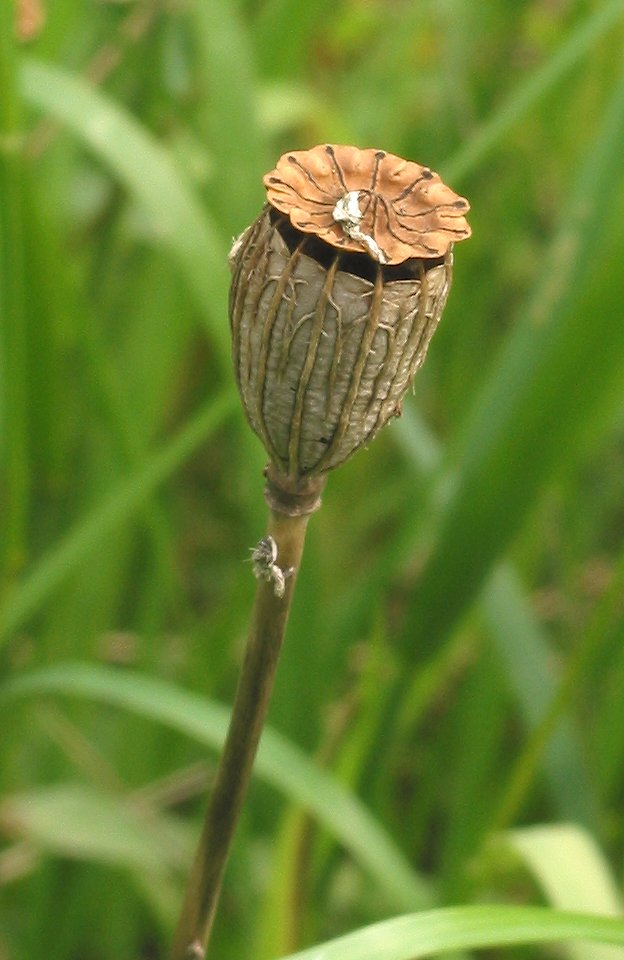
Созревшая коробочка мака самосейки

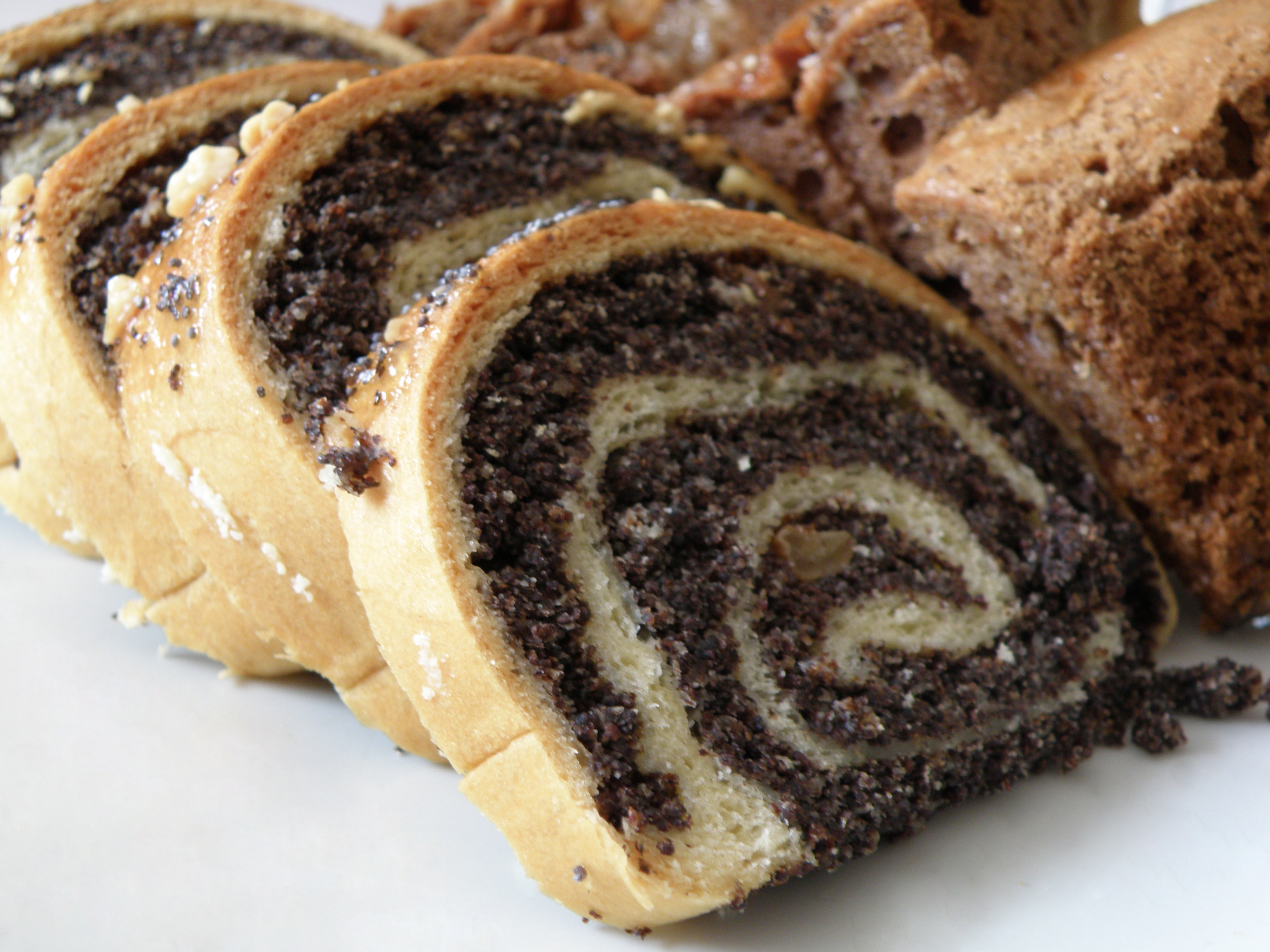
Рулет с маком

Медо́вый Спас (также Ма́ковый Спас, Пе́рвый Спас) — день славянского народного календаря, приуроченный к церковному празднику Происхождение честных древ Животворящего Креста (1 (14) августа). Первый день Успенского поста, с этого дня разрешалось есть овощи, начинался интенсивный сбор мёда и его освящение. Совершались крестные ходы и водосвятия на реках, купание в освящённой воде людей и скота, освящались колодцы.

## Другие названия
рус. Первый Спас, Мокрый Спас, Маккавей, Спас Всемилостивейший, Спас-маковей, Маковый Спас, Спас на воде, Маковеев день, Лакомка, Медовый праздник, Пчелиный праздник, Проводы лета, Калинник, День Соломониды-бабушки; бел. Макавей, Макава, Макаўе, Першы Спас, Спас Мядовік, Медзяны Спас; укр. Маковія, Маковей, Макотрус; болг. Протоягус, Егус, Ягус, Устина, Макавеи, Макаве, Чуруци, Моринки, Зетьовден; макед. Макавеите; серб. Макавеј, Макивије; пол. św. Piotra, św. Piotra w okowach, św. Piotra Palikopy, św. Palokopa.

## Начало Спасовок (Успенского поста)
Начинается Успенский пост или Спасовки. Спасы — народное название трёх праздников православной церкви: Происхождения Честных Древ Животворящего Креста Господня, Преображения Господне и Перенесения Нерукотворного Образа Спасителя. Считается, что название дано в честь Иисуса Христа-Спасителя (Спаса). По данным Н. В. Солодовниковой, слово «спас» означает «спасать себя» тем, что употреблять в пищу мёд, яблоки, хлеб. Крестьяне считали, что эти «две недели были „отрезаны“ Богом от Великого поста». Сербы Лесковацкой Моравы считали это время подходящим для копания и чистки колодцев.

## Обычаи восточных славян
По славянской традиции в этот день в храмах совершается малое освящение воды, а также мёда нового сбора, благословляется его употребление в пищу — пекут медовые пряники, блины с маком и мёдом, пироги, булочки, плюшки с маком. В большинстве районов начинался сев озимой ржи.
В Сибири этот день известен также как Калинник (первый по счёту) и как день Соломониды-бабушки, почитавшейся матерями, беременными, знахарками.

### Макавей
14 августа — день памяти семи ветхозаветных мучеников Маккавеев, принявших кончину в 166 году до н. э.
На Украине, в Беларуси, на западе России, а также у сербов, болгар, македонцев этот день в большей степени посвящён памяти Маккавеев. Народная этимология переосмыслила название праздника в связи с маком, который созревает к этому времени. В этот день пекли маканцы, мачники — постные пироги, рулеты, булочки, пряники с маком и мёдом. Трапеза нередко начиналась блинами с маком. К блинам готовилось маковое молочко — маково-мёдовая масса, в которую обмакивали блины. Готовилось маковое молочко в специальной посуде, которая в России называлась макальником, на Украине — макитрой, в Белоруссии — макатером.
Мак упоминается во множестве пословиц, поговорок, хоровых песен и загадок: «Мачок с мёдом — усы оближешь», «Черен мак, да бояре едят», «Рад Яков, что пирог с маком», «Поминаючи мак, не прогневайся и так», «На тычинке городок, в нём семьсот воевод».
В день Макавея молодёжь водила хороводы с песней «Ой, на горе мак», с шутливыми хороводными заигрышами, девушки осыпали парня маком, щипали его, щекотали, припевая: «Маки, маки, маковицы, золотые головицы!».

### Спас на воде
«Спасом на воде» праздник именовали в честь малого водосвятия. Традиционно именно в это время на Руси освящали новые колодцы и чистили старые, а также совершали крестный ход на естественные водоёмы и родники для освящения воды. После крестного хода купались в освящённой воде и купали домашний скот, чтобы смыть болезнь, сглаз и др. После «мокрого Спаса» или Макавея уже не купались: лето клонится к закату, вода «цветёт», птицы замолкают, пчела не носит сборы, грачи собираются в стаи и готовятся к отлёту. Для селянина страдная пора, полевые работы, сенокос, жатва. Крестьяне готовят гумны, овины для хлеба нового урожая, пашни под озимые.

### Медовый Спас
Первый Спас называют Медовым, потому что соты в ульях к этому времени обычно уже наполнены, и пасечники приступают к сбору. Считалось, что если пчеловод не заломает соту, то соседние пчёлы вытаскают весь мёд. По традиции разрешалось есть освящённый мёд именно с этого дня.
«На первый Спас и нищий медку попробует!». У пчеловодов был целый обряд освящения мёда в этот день. С утра пчеловоды осеняли крестным знамением ульи, выбирали среди них самый богатый по запасу мёда. Выбрав улей, «выламывали» из него соты и, отложив часть их, несли в церковь. После обедни священник благословлял «новую новину» и освящал принесённый в сотах мёд, а дьяк собирал «попову долю». Часть освящённого мёда передавалась тут же нищим, поздравляющим пчеловодов с Медовым Спасом. А затем праздник продолжался на пасеках, где собирались толпы ребят и подростков. Они получали «ребячью долю», после чего пели:
Дай, Господи, хозяину многия лета,

Многия лета — долгие годы!

А и долго ему жить — Спаса не гневить,

Спаса не гневить, Божьих пчёл водить,

Божьих пчёл водить, ярый воск топить —

Богу на свечку, хозяину на прибыль,

Дому на приращение,

Малым детушкам на утешение.

Дай, Господи, хозяину отца-мать кормить,

Отца-мать кормить, малых детушек растить,

Уму-разуму учить!

Дай, Господи, хозяину со своей хозяюшкой

Сладко есть, сладко пить,

А и того слаще на белом свете жить!

Дай, Господи, хозяину многия лета!— А. Коринфский. Народная Русь
Мёд ели с хлебом или различными блюдами, хмельной мёд пили на пирах, на его основе делали множество безалкогольных напитков, медовые пряники и орехи. В старинных источниках мёд описан как «сок от ночной росы, той, что пчёлы собирают с цветов благоухания». Селяне знали, что мёд обладает особой силой и пригоден для лечения многих болезней.

## Обычаи южных славян
В Сербии в этот день освящают воду, используя молодой базилик. В этот день не купаются, а тот, кто работает в этот день, может заболеть неизлечимой болезнью.
В Македонии погода в течение «Макавеев» (макед. Макавеите; 6 или 12 дней праздника Маккавеев, то есть первые 6 или 12 дней августа по старому стилю) служила для предсказания погоды на предстоящие 6 месяцев или на весь будущий год (погода на первое августа предсказывала погоду на январь будущего года, и т. д.). В художественной форме этот обычай среди рыбаков Охридского озера описала Луан Старова в своём романе «Путь угрей» (макед. Патот на јагулите).
Местные обычаи в Македонии часто запрещали женщинам стирать бельё или купать детей в течение первого дня (то есть 1-го августа) или нескольких первых дней «Макавеев». Иногда запрещалось делать и некоторые другие работы.
У болгар зятья с подарками ходили в гости к родителям жены и целовали им руку, в связи с чем день так и называли — «Зетьовден».

## Поговорки и приметы
- На первый Спас святи колодцы, купай в реке лошадей, защипывай горох, готовь гумна, паши под озимь[32].
- На первый спас святи колодцы, святи венки хлебные (южн.)[33].
- На первый спас лошадей (весь скот) купают[33].
- Паши под озимь, сей озимь[33].
- Первый спас — готовь валенки в запас.
- Первый Спас — первый сев[34].
- До Петрова дни взорать, до Ильина заборонить, на Спас засевать[34].